# 1928 en droit
Cet article présente les faits marquants de l'année 1928 en droit.

## Événements
- 28 mars : loi du 28 mars 1928 relative à la constitution des cadres et effectifs de l'armée, qui réorganise l'armée française.
- 31 mars : la loi Painlevé fixe à un an la durée du service militaire.
- 5 avril : loi sur les assurances sociales obligatoires dans l'industrie et le commerce (modifiée en 1930)[1].
- 13 juillet : loi Loucheur sur les « Habitations à bon marché ». La loi inaugure l'intervention de l’État dans le développement du parc de logements jugé vétuste et cher. Elle institue d'une part un programme de construction de 260 000 logements, réparti sur 5 années, avec un financement d'Etat pouvant aller jusqu'à 90 % du coût par des prêts à taux réduits. D'autre part, elle pose le problème de l'habitat des classes moyennes et 60 000 logements à loyer moyen sont également programmés sur 5 ans.

## Naissances
- 30 mars : Robert Badinter, avocat, universitaire, essayiste et homme politique français.

## Décès
- 18 décembre : Léon Duguit, juriste français spécialiste de droit public, né en 1859.